# Silnice I/54
Silnice I/54 je česká silnice I. třídy vedoucí Jihomoravským a okrajově též Zlínským krajem. Je dlouhá 83,057 km a má spíše jen regionální význam, je to jedna z dopravních os Slovácka. Spojuje Brněnsko a střední Slovácko, pokračuje na Slovensko do Nového Mesta nad Váhom, rovnoběžně se silnicí I/50. Původně vedla ze Znojma ve stopě dnešních silnic I/53 a II/381 (dále stejně); její dnešní úsek ze Slavkova u Brna do Žarošic byl částí silnice II/419.
Určitou pozoruhodností silnice je, že vede dvěma obcemi jménem Slavkov (u Brna a u Uh. Brodu).

## Vedení silnice

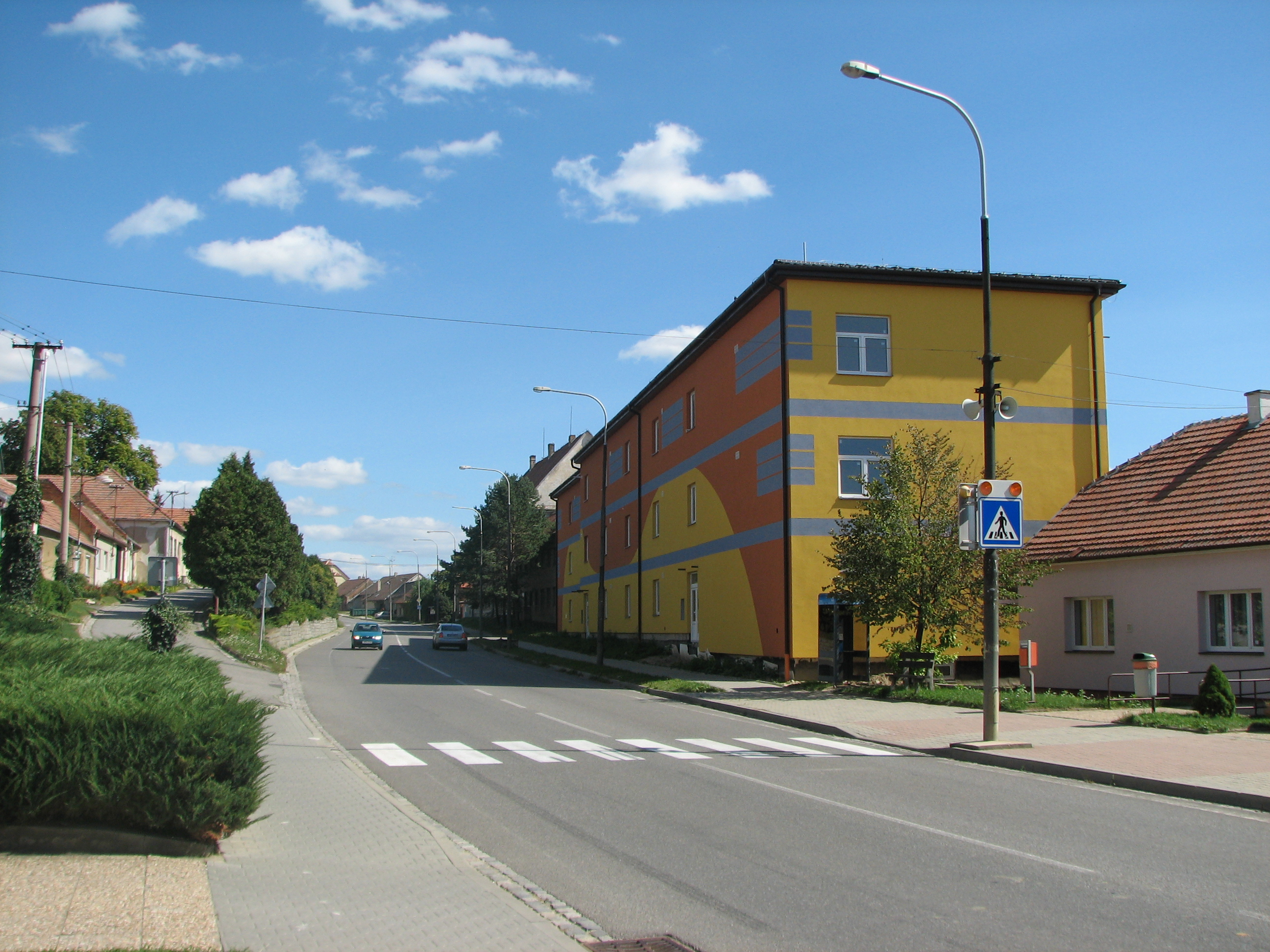
Silnice I/54 ve Strážovicích

### Jihomoravský kraj

#### Okres Vyškov
- Slavkov u Brna (I/50, E50)
- odbočka Heršpice
- Nížkovice

#### Okres Hodonín
- rozc. Těšanka (Ždánický les)
- Silničná
- Žarošice (II/419)
- Archlebov
- odbočka Dražůvky
- odbočka Ždánice (II/431)
- Strážovice
- odbočka Sobůlky
- Kyjov (křížení a peáž s II/422, II/432)
- Vlkoš
- Vracov
- Bzenec (II/426)
- Moravský Písek (II/427)
- Veselí nad Moravou (I/55)
- Blatnice pod Svatým Antonínkem (I/71)
- Blatnička

### Zlínský kraj

#### Okres Uherské Hradiště
- odbočka Suchov
- Boršice u Blatnice
- Slavkov (II/498)
- sedlo Javořina (Bílé Karpaty)
- odbočka Korytná
- Strání

### státní hranice CZ / SK
- hraniční přechod Květná / Moravské Lieskové (Slovensko – silnice 54 směr Nové Mesto nad Váhom – nájezd na slovenskou dálnici D1, E75)

## Modernizace silnice
| Číslo | Název                          | Délka  | Kategorie | Zahájení výstavby | Uvedení do provozu | Křižovatky |
| ----- | ------------------------------ | ------ | --------- | ----------------- | ------------------ | ---------- |
| B80   | Veselí nad Moravou, křižovatka | 0,1 km | 22/9,5/50 | 06/2021           | 09/2022            |            |
| B85   | Nížkovice, most                | 0,3 km | 9,5/50    | plánováno 2027    | plánováno 2028     |            |